# Pont au Change
El Pont au Change es un puente parisino sobre el río Sena que une el primer distrito de la capital con el IV. Conecta el Palais de Justice y la Conciergerie con la margen derecha del río.
En 1999, quedó incluido dentro de la delimitación del ámbito de Riberas del Sena en París, bien declarado patrimonio de la Humanidad por la Unesco.

## Historia
El primer puente construido con certeza en dicha ubicación, llamado el Puente del Rey (le Pont du Roi) fue levantado en el siglo IX, como un puente habitado, bajo el reinado de Carlos el Calvo. Posteriormente cambiaría numerosas veces de nombre, llamándose : Grand Pont, pont à Coulons, pont aux Colombes, pont aux Meuniers, pont de la Marchandise, pont aux Marchands y pont aux Oiseaux. En 1141, Luis VII obligó a los orfebres y cambistas de la ciudad a instalarse en él. Esto último otorgaría al puente el que sería su nombre definitivo. 

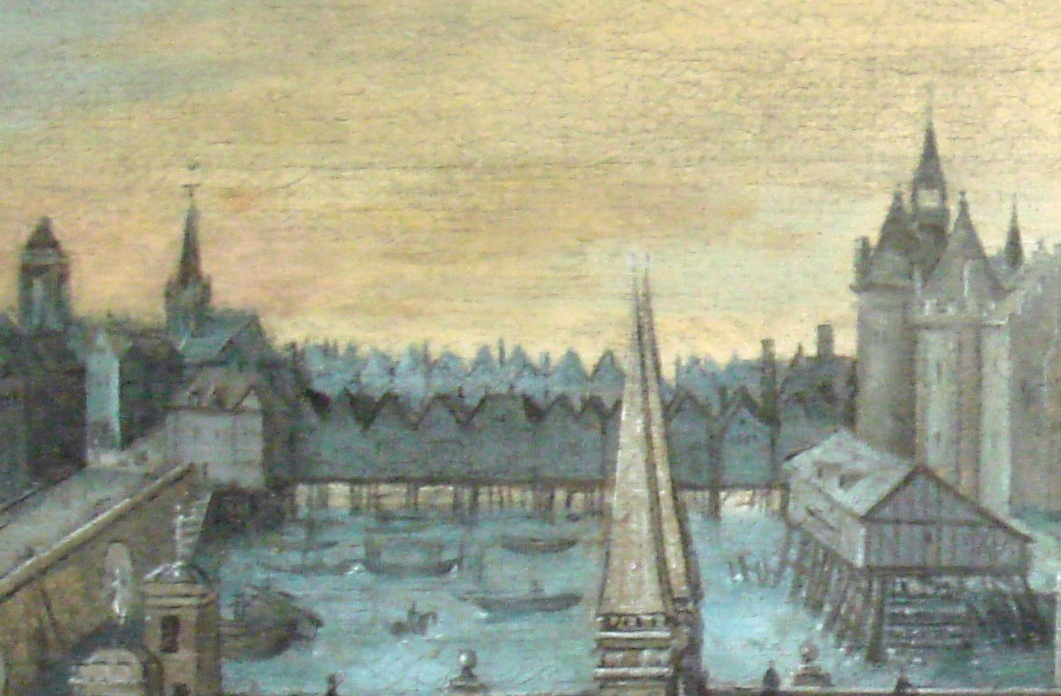
El Pont au Change en 1577.

En 1621 un incendio destruyó el puente. Fue reconstruido entre 1639 y 1647.

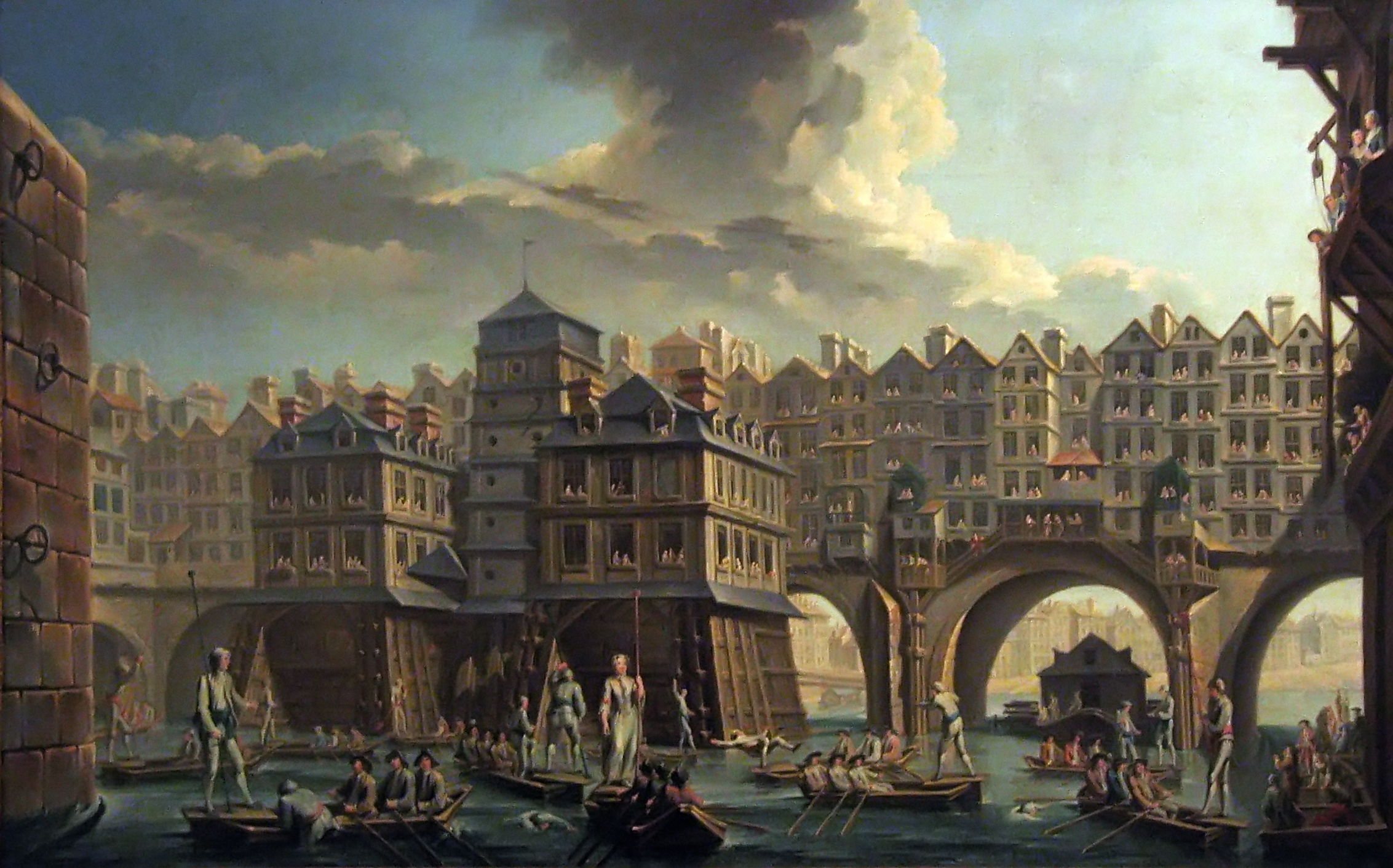
El puente habitado, Pont au Change, en el año 1756.

En 1786 se decidió demoler todas las casas que se encontraban sobre él.
La versión actual del puente fue construida entre 1858 y 1860 por los ingenieros Paul Martin Gallocher de Lagalisserie y Paul Vaudry. Fue inaugurado oficialmente el 15 de agosto de 1860.
El puente es conocido por aparecer en la obra de Victor Hugo, los Miserables y en el libro El perfume de Patrick Süskind

## Descripción
Tiene 103 metros de largo y 30 de ancho, lo que le convirtió durante mucho tiempo en el puente más ancho de la capital. Se sostiene gracias a tres arcos similares de 31 metros cada uno. En la unión de los arcos y sobre los pilares se observan unos medallones con una N mayúscula en su interior que hacen referencia a Napoleón III.